# Roderick Miranda
Pour les articles homonymes, voir Miranda.
Roderick Miranda est un footballeur portugais né le 30 mars 1991 à Odivelas. Il évolue au poste de défenseur central au Melbourne Victory.

## Biographie
Le 1er février 2021, il rejoint le Gaziantep FK.
Le 1er octobre 2021, il s'engage pour deux saisons en faveur du club australien du Melbourne Victory.

## Palmarès

### En club
| Benfica Lisbonne - Coupe de la Ligue portugaise (2) : - Vainqueur : 2009-10 et 2010-11. |  | Wolverhampton Wanderers - Championnat d'Angleterre de D2 (1) : - Champion : 2017-18. |

### En équipe nationale
Équipe du Portugal des moins de 20 ans
- Coupe du monde des moins de 20 ans :
  - Finaliste : 2011.